# Nelly Miricioiu
Nelly Miricioiu (Adjud (Roemenië), 31 maart 1952) is een Britse operasopraan van Roemeense geboorte, een van de veelzijdigste artiesten van de afgelopen jaren. Zij zingt een omvangrijk repertoire, van belcanto tot verisme, met groot succes.

## Biografie
Zij studeerde in Boekarest en maakte haar debuut in Iași als de Königin der Nacht in Die Zauberflöte van Wolfgang Amadeus Mozart. Zij zong aan de Brașov Opera van 1975 tot 1978, in rollen als Mimi, Micaela en Rosalinde. Ze ging vervolgens naar Milaan om haar zangstudie daar voort te zetten.
Haar doorbraak kwam in 1981 met haar debuut aan de Scottish Opera, als Violetta in La traviata. Andere rollen daar omvatten Manon Lescaut en Tosca. Het volgende jaar maakte zij haar debuut aan de Royal Opera House in Londen, als Nedda in Pagliacci, tegenover Jon Vickers. Later trad ze daar op als Marguerite in Gounods Faust, Antonia in Les contes d'Hoffmann en Valentine in Les Huguenots. In 1983 maakte zij haar debuut aan het Teatro alla Scala in Milaan, als Lucia di Lammermoor, en daarna verscheen zij aan de belangrijkste operahuizen van Europa, zoals in Amsterdam, Brussel, Rome, Hamburg, Genève, München, Wenen, Salzburg, Parijs, Madrid, Barcelona. Zij oogstte veel lof voor haar interpretatie van Violetta in La traviata, alsook voor vele andere rollen, zoals Mimi in La bohème, Cio-Cio-San in Madama Butterfly, Silvana in Ottorino Respighi's La Fiamma, de titelrol in Francesco Cilea's Adriana Lecouvreur en de titelrol in Riccardo Zandonai's Francesca da Rimini.
Miricioiu heeft ook opgetreden in de Verenigde Staten, met name in Washington, D.C., Philadelphia, Dallas en San Francisco, en maakte in 1989 haar debuut aan de Metropolitan Opera in New York als Mimi (La bohème). Zij trad ook op in Zuid-Amerika, zoals in Santiago en het Teatro Colón in Buenos Aires.
In 1992 zong zij in Salzburg met veel succes Amenaide in Rossini's Tancredi. Vervolgens begon zij zich te richten op het belcanto-repertoire, met andere Rossiniaanse heldinnen, zoals Armida, Semiramide, Ermione, alsook rollen uit opera's van Gaetano Donizetti en Vincenzo Bellini, zoals Anna Bolena, Roberto Devereux, Il pirata en Norma.
Zij verbond zich met Opera Rara en maakte opnamen in langvergeten werken van Rossini en Donizetti, doch ook van componisten zoals Giovanni Pacini en Saverio Mercadante, zowel in concerten als in opnamen, met name Ricciardo e Zoraide, Rosmonda d'Inghilterra, Maria de Rudenz, Maria, regina d'Inghilterra, Orazi e Curiazi en Emma d'Antiocchia.
Haar repertoire omvat ook rollen uit opera's van Giuseppe Verdi zoals Ernani, Luisa Miller, I vespri siciliani, Don Carlos. Zij heeft gewerkt met enkele van de voornaamste dirigenten en regisseurs, en tegenover vooraanstaande zangers als José Carreras, Plácido Domingo, José Cura en Roberto Alagna.

## Discografie
- Puccini "Tosca" Naxos
- Donizetti "Rosmonda D'Inghilterra" Opera Rara
- Donizetti "Roberto Devereux" Opera Rara
- Donizetti "Maria de Rudenz" Opera Rara
- Rossini: "Ricciardo e Zoraide" Opera Rara
- Mercadante "Orazi e Curiazi" Opera Rara
- Mercadante "Emma d'Antiochia" Opera Rara
- Pacini "Maria Regina D'Inghilterra" Opera Rara
- Respighi "La Fiamma" Agora
- Mascagni "Cavalleria Rusticana" Chandos
- "Rossini Gala" Opera Rara
- "Mercadante Rediscovered" Opera Rara
- "Donizetti: Szenen und Ouvertüren" Opera Rara
- "La Potenza d' amore" Opera Rara
- "Mercadante - Les Soirées Italiënnes" Opera Rara
- "Rossini: Three Tenors" Opera Rara
- "Nelly Miricioiu" Etcetera
- "Nelly Miricioiu - Bel Canto Portrait" Opera Rara
- "Prinsengracht Concert" Van
- "Live at de Concertgebouw" Challenge
- "Recital at Wigmore Hall" Etcetera
- "Nelly Miricioiu Live in Amsterdam" Vanguard

## Bron
- Grove Music Online, Elizabeth Forbes, June 2008.